# Phyllanthus cassioides
Phyllanthus cassioides är en emblikaväxtart som beskrevs av Henry Hurd Rusby. Phyllanthus cassioides ingår i släktet Phyllanthus och familjen emblikaväxter.
Artens utbredningsområde är Bolivia. Inga underarter finns listade i Catalogue of Life.